# La Mort de la Vierge (Le Caravage)
Vous lisez un « article de qualité » labellisé en 2025.
Pour les articles homonymes, voir La Mort de la Vierge.
La Mort de la Vierge est un tableau de Michelangelo Merisi, dit Caravage, peint au début des années 1600 à destination d'une chapelle privée située dans l'église romaine Santa Maria della Scala. Sa date précise d'achèvement est inconnue, mais elle est généralement située vers 1605-1606. La toile dépeint une femme morte, allongée sur un lit sommaire au milieu d'un groupe de personnages en deuil et en larmes : dans la tradition catholique, cette femme représente la Vierge Marie, mère de Jésus, vraisemblablement entourée de personnages cités dans les Évangiles — probablement les apôtres accompagnés de Marie Madeleine. Tout en s'appropriant certaines représentations antérieures du même thème, Caravage en propose un traitement innovant à travers des choix iconographiques particulièrement réalistes.
La toile est commandée par Laerzio Cherubini, juriste de premier plan et amateur d'art, qui souhaite ainsi faire décorer la chapelle privée qu'il entend faire associer à son nom dans cette nouvelle église. Sa commande intervient alors que Caravage a déjà acquis un renom considérable dans le milieu de l'art romain, et que ses récents tableaux d'église lui ont valu un grand succès d'estime. Il s'agit probablement de son dernier grand tableau romain, puisqu'il va devoir fuir la ville en mai 1606 et prendre le chemin de l'exil après avoir tué un homme lors d'une bagarre de rue.
Finalement refusée par les religieux propriétaires de l'église — peut-être à cause de son traitement très cru de la Vierge morte, même si cet argument fait débat —, la toile est immédiatement rachetée par un collectionneur privé, et c'est le peintre Saraceni qui est chargé de produire à son tour une œuvre sur le même thème afin de remplacer dans l'église la proposition de Caravage. Très admirée par le milieu artistique romain malgré ce refus, la toile part en 1607 pour le duché de Mantoue ; elle passe ensuite dans la collection du roi d'Angleterre puis dans celle du roi de France dès la fin du XVIIe siècle, ce qui explique sa présence au musée du Louvre où elle est désormais conservée. Elle est couramment considérée comme l'un des chefs-d’œuvre de l'artiste lombard.

## Historique

### Contexte
Le jeune Michelangelo Merisi, originaire du pays milanais, s'installe à Rome dans la première moitié des années 1590. En quelques années, l'apprenti devient un maître qui obtient des commandes de plus en plus importantes et acquiert une renommée extraordinaire. Il n'en témoigne pas moins d'un tempérament impétueux qui lui vaut certains démêlés avec la justice : ainsi, l'année 1601 le voit à la fois achever les tableaux de la chapelle Cerasi — ce qui lui vaut l'admiration générale — mais aussi être arrêté par la police pour port d'armes illégal. Au moment où il entreprend de peindre La Mort de la Vierge, il loge depuis peu au grandiose palazzo Mattei, dans le quartier de Sant'Angelo, comme l'atteste le contrat de commande de cette toile. Il reste probablement l'hôte de la famille Mattei jusqu'en 1603, ce qui s'explique par le fait qu'il travaille régulièrement pour l'un ou l'autre des trois frères (Ciriaco, Asdrubale et le cardinal Girolamo Mattei), tous grands amateurs d'art ancien et moderne, et collectionneurs acharnés.
La Mort de la Vierge constitue probablement l'ultime grande toile romaine de Caravage — même si cette question reste en suspens à cause de difficultés à la dater très précisément — puisque l'artiste doit fuir précipitamment Rome en mai 1606 après avoir tué un homme dans une rixe de rue.

### Commande

#### Commanditaire

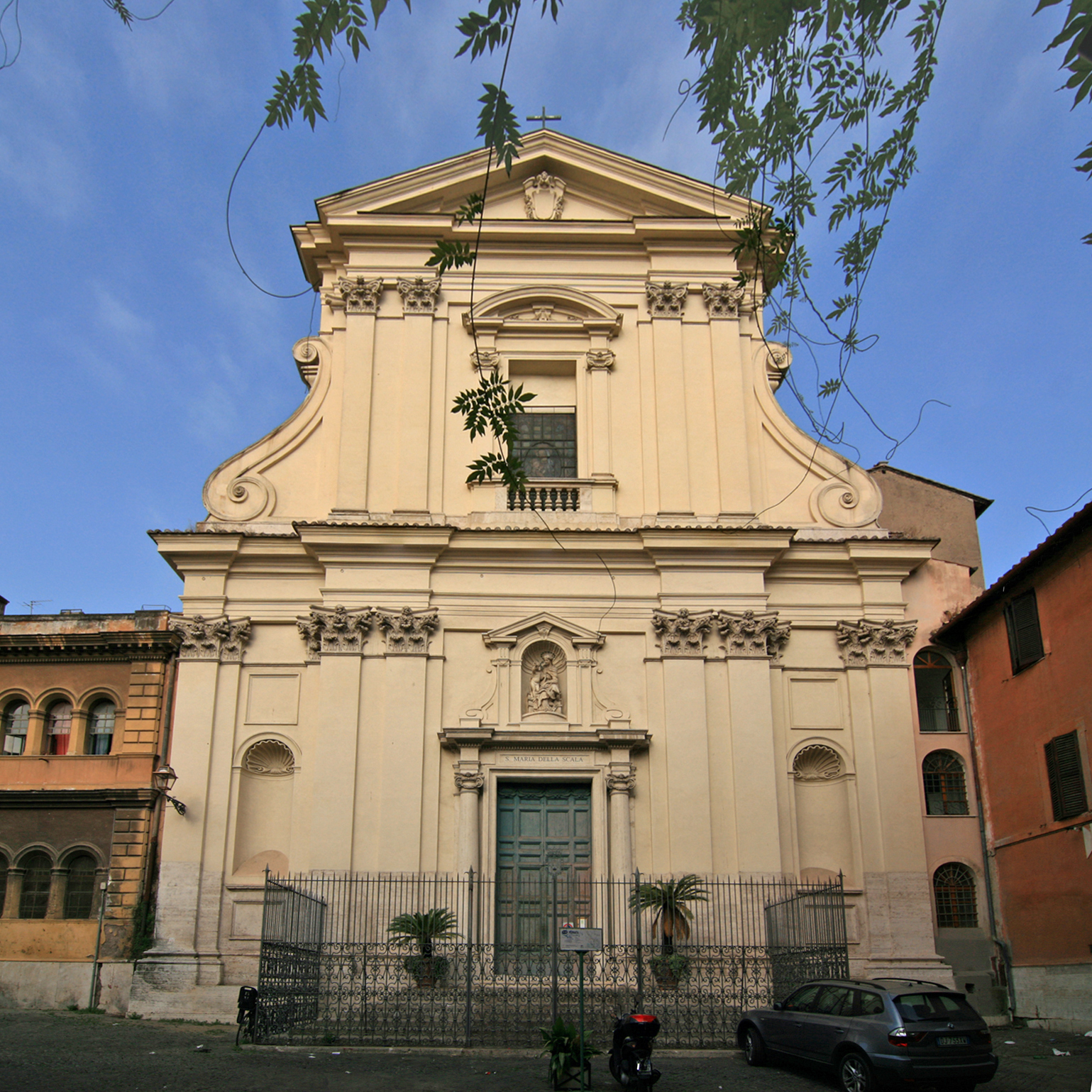
Façade de l'église Santa Maria della Scala à Rome, où le tableau de Caravage devait initialement être installé.

Ce n'est qu'en 1985 que les travaux du chercheur N. Randolph Parks permettent de retrouver la trace de la commande originale de La Mort de la Vierge. Cette commande intervient dès l'année 1601, alors que le tableau ne sera probablement pas achevé avant 1605 ou 1606. Le commanditaire est un juriste éminent nommé Laerzio Cherubini, qui engage Caravage par contrat daté du 14 juin 1601, contrat assorti d'une avance de cinquante ducats mais sans préciser le montant final, qui devait être décidé après l'achèvement de l’œuvre,. Cette transaction est conclue sous les auspices du marquis Giustiniani, lui-même grand amateur des toiles de Caravage, et qui intercède donc pour parvenir à une bonne conclusion du contrat.
Laerzio Cherubini, en homme particulièrement dévot, souhaite par cette commande obtenir un digne ornement pour sa chapelle privée, située dans l’église Santa Maria della Scala du quartier romain de Trastevere — chapelle qui allait d'ailleurs être affectée en 1606 à la messe des morts. C'est une nouvelle église, dont le clergé est composé de moines de l'ordre des Carmes déchaussés (ou « déchaux »), lui-même récemment constitué comme branche dite « réformée » (entendre par là : particulièrement conservatrice) de l'ordre des Carmélites,. Il est courant à cette époque de parrainer ainsi une chapelle au sein d'une église et de la faire décorer afin de lui attribuer son nom et même de s'y faire ensevelir à sa mort, ce qui sera effectivement le cas de Cherubini en 1626. Comme le commanditaire réside alors non loin de l'église Saint-Louis-des-Français, il est fort probable qu'il ait pu y admirer les toiles dédiées à saint Matthieu réalisées par Caravage et installées en 1600 dans la chapelle Contarelli — une autre chapelle privée décorée aux frais du commanditaire.
Il est probable que Cherubini ait pu servir lui-même de modèle pour l'un des personnages (il s'agirait du deuxième vieil homme à partir de la gauche), cas fréquent à l'époque pour honorer le commanditaire : cette hypothèse est renforcée par le fait qu'un visage semblable apparaît sur le tableau de Saraceni qui va être proposé pour remplacer la toile de Caravage une fois celle-ci refusée,.

#### Datation
Le contrat de commande précise que la toile est à fournir aux dimensions de l'autel qui doit la recevoir, puisqu'il s'agit d'un retable, mais aussi que le peintre dispose d'un délai d'un an pour la réaliser. Ce point est important pour la datation précise de l’œuvre, car si on admet que le contrat est dûment observé, alors elle doit avoir été peinte entre juin 1601 et juin 1602 ; pourtant, jusqu'à la redécouverte du contrat de 1601, les spécialistes de Caravage tendaient à rapprocher la réalisation de la toile des années 1605-1606. L'historienne de l'art américaine Pamela Askew, tenante malgré tout de l'hypothèse d'une réalisation précoce, estime que le testament rédigé en 1602 par Cherubini confirme sa théorie : selon elle, la toile est bien achevée dès 1602. D'autres spécialistes de Caravage pensent en revanche qu'il est tout à fait possible que l'artiste ne tienne pas les délais annoncés, d'abord parce qu'il a beaucoup d'autres commandes antérieures à honorer et qu'il va bientôt devoir en plus s'occuper des différentes actions en justice intentées contre lui, mais aussi parce qu'il est moins probable et logique de supposer un délai de plusieurs années entre l'achèvement de la toile et son refus. Par ailleurs, si en effet le tableau a été livré et installé dès 1602, il est difficile d'imaginer pourquoi le milieu artistique romain tient tant à le voir publiquement exposé pendant une semaine avant son départ pour Mantoue en 1607. L'historienne de l'art allemande Sybille Ebert-Schifferer propose une explication simple en rappelant que l'église devant accueillir la toile vient d'être bâtie, et que la chapelle de Cherubini est encore loin d'être achevée au moment où la commande est passée : il serait donc logique que Caravage ait attendu la date de fin du chantier pour se lancer dans la réalisation du tableau.
Ce débat reste difficile à trancher car sur le plan documentaire, il n'a jamais été retrouvé de trace du règlement final du travail fourni par l'artiste. Néanmoins, la tendance analytique au tournant des XXe et XXIe siècles s'oriente majoritairement vers un achèvement autour des années 1605 ou 1606, datation cohérente avec le style du tableau qui montre une grande maturité et annonce déjà les grandes toiles de la période plus tardive de l'artiste,.

### Réception, rejet et rachat
Peu après sa livraison, le tableau est refusé par les moines de l’église Santa Maria della Scala, représentant l'ordre des Carmes déchaussés — même s'il n'est pas exclu que ce soit plutôt le commanditaire lui-même (Laerzio Cherubini) qui s'y oppose. La raison de ce refus est sans doute complexe ; en tout cas elle n'apparaît pas si claire pour les analystes ultérieurs qui tendent à y voir un faisceau de raisons plutôt qu'un argument unique : sans doute convient-il surtout d'y voir l'illustration du climat politique et spirituel de la Rome d'alors, où la norme iconographique se rigidifie sous la direction du cardinal Camillo Borghese, futur pape Paul V. Il est cependant très possible qu'un scandale ait éclaté à la suite de certaines rumeurs selon lesquelles Caravage se serait inspiré, pour sa Vierge Marie, du modèle d'une prostituée noyée. Les différents biographes de Caravage au XVIIe siècle qui citent cette œuvre et son refus convergent à peu près tous : Mancini évoque le choix d'une « courtisane » comme modèle, voire « quelque prostituée des jardins qu'il [Caravage] avait aimée […], lascive et sans dignité » ; Baglione souligne également ce manque de dignité d'une Vierge « gonflée, et avec les jambes découvertes » ; quant à Bellori, il parle aussi du cadavre d'« une femme morte gonflée », d'où sans doute l'assimilation courante à un cadavre de noyée.
Néanmoins, il est difficile quatre siècles plus tard de faire la part des choses entre ces rumeurs ou suppositions sur une prostituée éventuellement noyée et la situation concrète de Caravage au moment où la toile est livrée : en effet, c'est probablement à ce moment qu'il commet un homicide et qu'il est contraint de fuir Rome, et sans doute est-il tout simplement impossible pour les religieux d'accepter la livraison d'une œuvre réalisée par un criminel en fuite. En appui à cette hypothèse, il convient de rappeler que si réellement les jambes nues ou gonflées de la Vierge avaient posé une difficulté, il aurait été aisé pour le peintre d'y remédier en effectuant une retouche in situ, comme il était courant à l'époque.

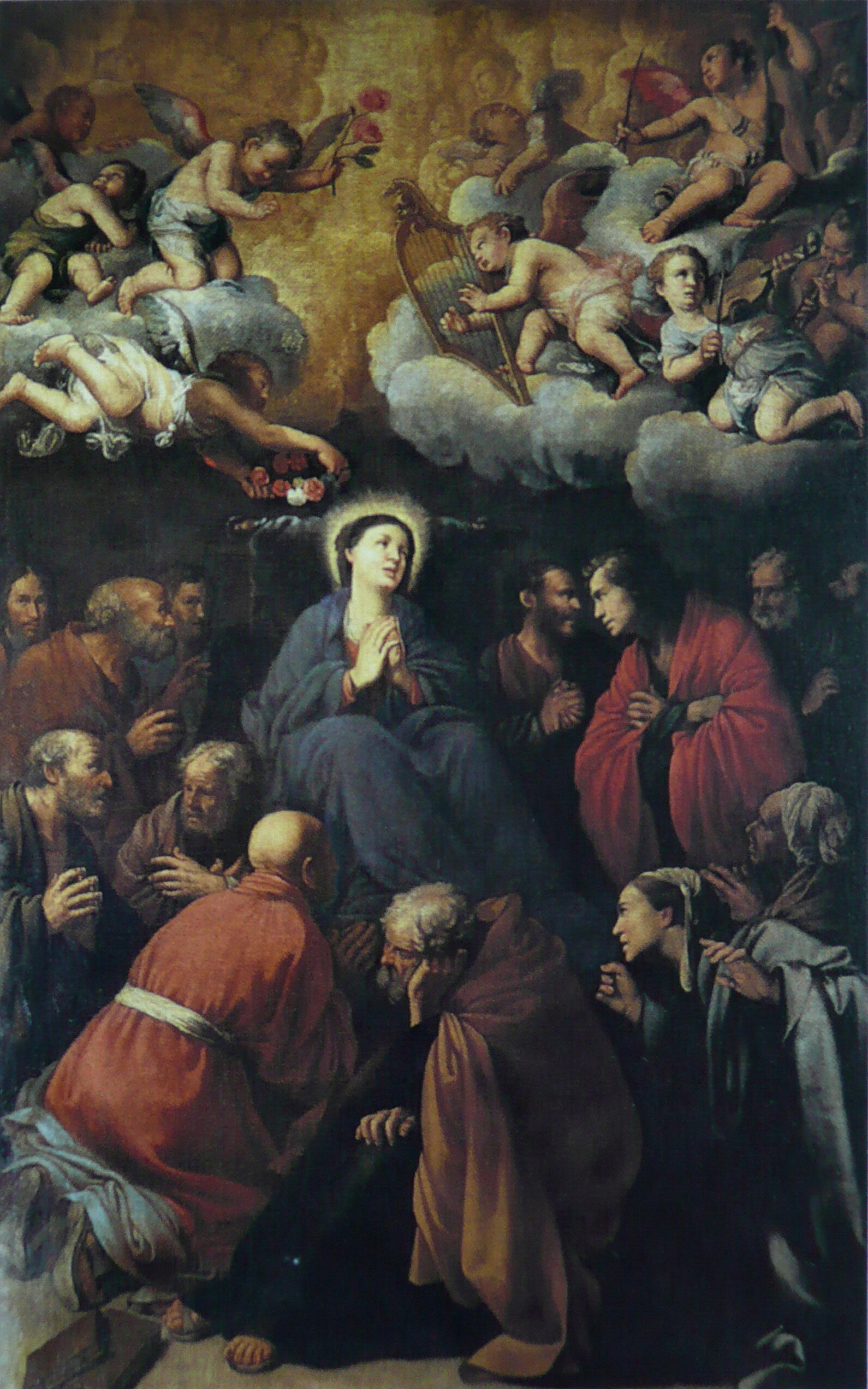
Le tableau de Saraceni sur le même thème prend la place de celui de Caravage dans l'église romaine Santa Maria della Scala.

Le retable est alors remplacé par une œuvre de même sujet peinte par le peintre vénitien Carlo Saraceni,, lequel Saraceni doit tout de même s'y reprendre à deux fois puisque sa première version est refusée à son tour (car il y manquait une gloire d'anges au sommet) : il parvient néanmoins à faire accepter sa seconde version, restée en place depuis lors.
En dépit de ce rejet, la toile de Caravage rencontre chez ses contemporains un vif succès, qui ne s'est pas démenti depuis car il est communément admis qu'il s'agit d'une de ses meilleures œuvres. Roberto Longhi, grand expert de l'art de Caravage qu'il contribua largement à faire redécouvrir au XXe siècle, estime pour sa part qu'il s'agit du tableau « le plus religieux du XVIIe siècle ».
Dans la foulée de ce refus, le tableau est racheté immédiatement pour la somme considérable de 280 ducats à destination de la galerie du duc de Mantoue Vincent Ier Gonzague, par l'intermédiaire de son ambassadeur Giovanni Magno et sur la suggestion du célèbre peintre Rubens qui est chargé par le duc de repérer à Rome les œuvres pouvant être intégrées à sa collection,. Rubens n'a aucun doute quant à la qualité du retable, qu'il considère comme « l'un des meilleurs que le Caravage ait fait ». Il n'est pas le seul, au point même que l'ambassadeur Magno doit organiser une exposition publique à la demande des artistes romains dans sa propre résidence, afin que chacun puisse avoir le loisir d'admirer la toile avant son départ pour Mantoue. Pendant cette semaine d'exposition, les artistes de la ville défilent effectivement pour venir admirer la toile, qui reçoit les plus grandes louanges.

### Parcours ultérieur de la toile

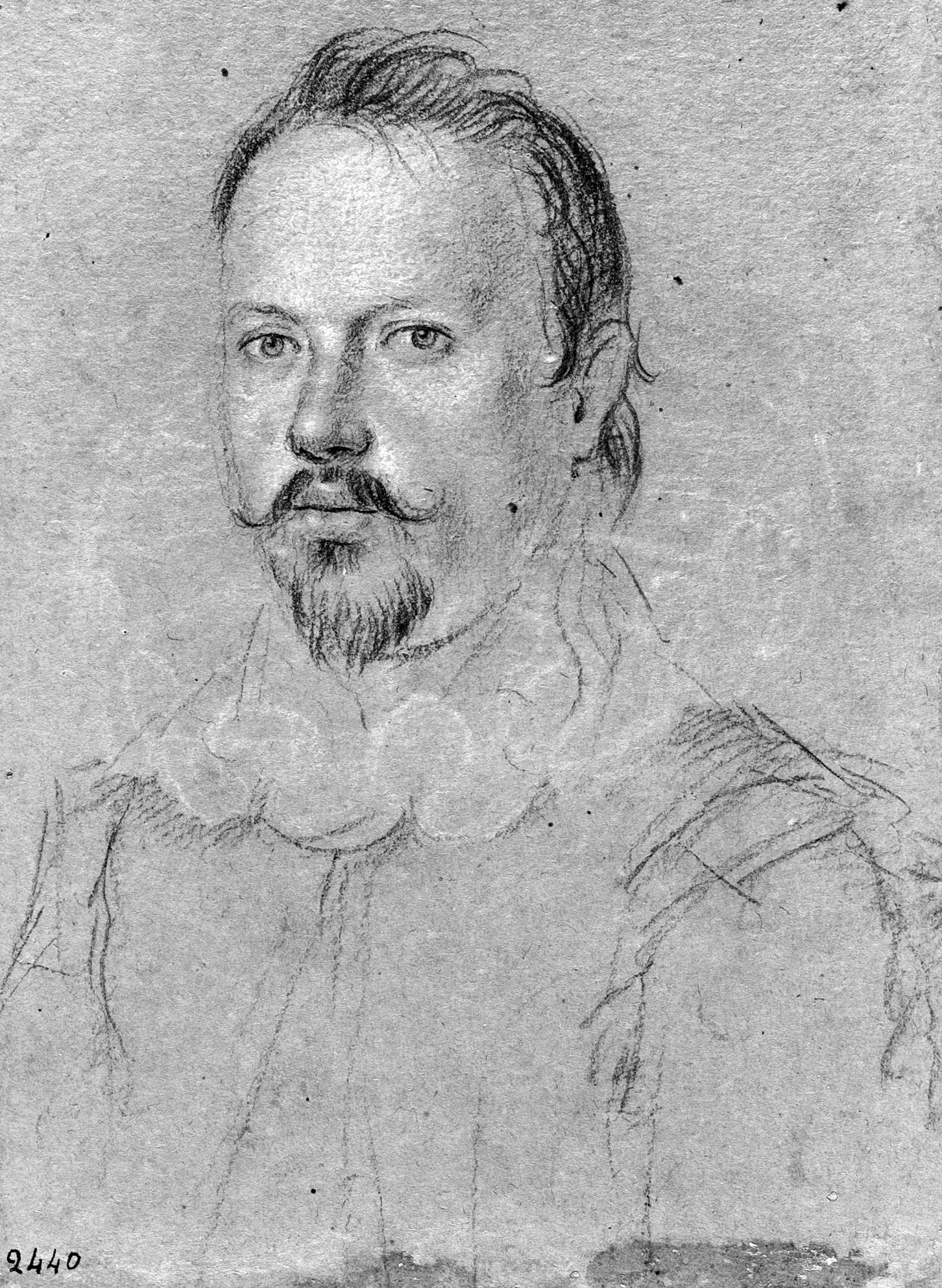
Portrait du duc de Mantoue, qui parvient à acquérir la toile dès son refus par les moines romains. Dessin d'Ottavio Leoni, musei di Strada Nuova (Gênes).

Après avoir orné la galerie du duc de Mantoue, La Mort de la Vierge est vendue par son héritier et successeur Vincent II  Gonzague, et acquise en 1627 par le roi d'Angleterre Charles Ier,. À la mort de celui-ci, sa collection est dispersée et la toile est achetée en 1650 par le banquier Everhard Jabach, qui la cède à son tour au roi de France Louis XIV en 1671,. Depuis lors, l’œuvre de Caravage n'a plus quitté les collections nationales françaises. Après être passée par Versailles puis par le musée central des arts à la Révolution, elle reste conservée au musée du Louvre où elle est exposée aux côtés de deux autres de ses réalisations : La Diseuse de bonne aventure et Portrait d'Alof de Wignacourt.

## Thème iconographique

### Description
La toile est de dimensions importantes : 3,69 × 2,45 m. C'est la plus grande que Caravage ait peinte jusqu'alors. Elle est dans un état de conservation souvent jugé médiocre, ; à tout le moins, l'état de son vernis la rend désormais peu lisible.
Dans une pièce sombre et austère, éclairée en haut et à gauche par une fenêtre invisible, la Vierge gît sur une sorte de litière ou de lit de bois. Elle est habillée très simplement, voire pauvrement. Du bout du lit dépassent ses pieds nus, son bras est étendu sur le côté : ces indices tendent à montrer que la mort vient d'intervenir et que personne n'a encore eu le temps de couvrir décemment le corps de Marie ni de lui joindre les mains. En plus de la position des mains et de la tête de la Vierge, l’expression des protagonistes qui semble mêler l’étonnement à l’affliction, la douleur à la résignation, indiquerait que la vie vient juste de quitter son corps.
Un plafond de bois peut être distingué en haut du tableau, auquel est suspendu un vaste rideau rouge qui fait écho au rouge de la robe de la morte. Ce rideau lourd, aux drapés complexes, est d'une splendeur plastique hors du commun : un véritable chef-d’œuvre du genre, estime le critique Michael Fried dans son analyse. Les couleurs de la toile sont vives, bien que limitées à la palette des ocres ; le fond préparatoire rougeâtre transparaît, comme cela se verra dans de nombreuses autres œuvres plus tardives de Caravage. Le corps de la Vierge est disposé en diagonale et peint avec une technique de raccourci, ce qui confère un effet de profondeur à la toile — effet toutefois compensé par le grand rideau qui comble le vide dans la partie supérieure. La Vierge est le point focal du tableau : elle constitue la seule horizontale dans l'ensemble de personnages et s'en détache donc bien nettement, d'autant que son corps est le seul qui soit entièrement visible.
Entourant le corps de Marie se tiennent les onze apôtres, ce qui est conforme au récit apocryphe de la Dormition ; en revanche, Caravage a ajouté un élément qui n'en fait pas partie puisqu'il a placé au premier plan une femme en pleurs qui doit être Marie Madeleine. C'est exactement le même modèle qui est choisi par Caravage pour la Madeleine de sa Mise au tombeau : même tenue, même coiffure et bien sûr même attitude en pleurs. La présence de Marie Madeleine dans une scène de mort ou de Dormition de la Vierge est inhabituelle : peut-être faut-il y voir un hommage à une activité notable des moines de Santa Maria della Scala, consistant à éviter que des femmes tombent dans la prostitution.
Aux pieds de Marie Madeleine, une simple bassine de cuivre est posée sur le sol, au tout premier plan : elle est destinée à laver le corps de la défunte avec du vinaigre. Les apôtres se tiennent debout, muets dans leur affliction. L'un est tombé à genoux au pied du lit et cache son visage en pleurs, comme le fait Marie Madeleine : il peut s'agir de saint Jean le Bien-Aimé, mais aucun élément ne permet d'identifier avec certitude les différents apôtres présents. Des personnages sont néanmoins évocateurs d'autres que l'on retrouve dans différents tableaux de Caravage, à l’instar de Marie Madeleine : ainsi, deux apôtres assimilables à Pierre et Jean sont fort semblables à ceux que l'on identifie dans Le Christ au mont des Oliviers, et le vieillard du milieu ressemble beaucoup au Saint Jérôme peint à la même époque.
| Peinture d'une jeune femme en pleurs      |
| Détail de La Mise au tombeau (1602-1603). |

| Peinture d'une jeune femme en pleurs, recroquevillée sur une chaise |
| Détail de La Mort de la Vierge.                                     |

### Sources plastiques

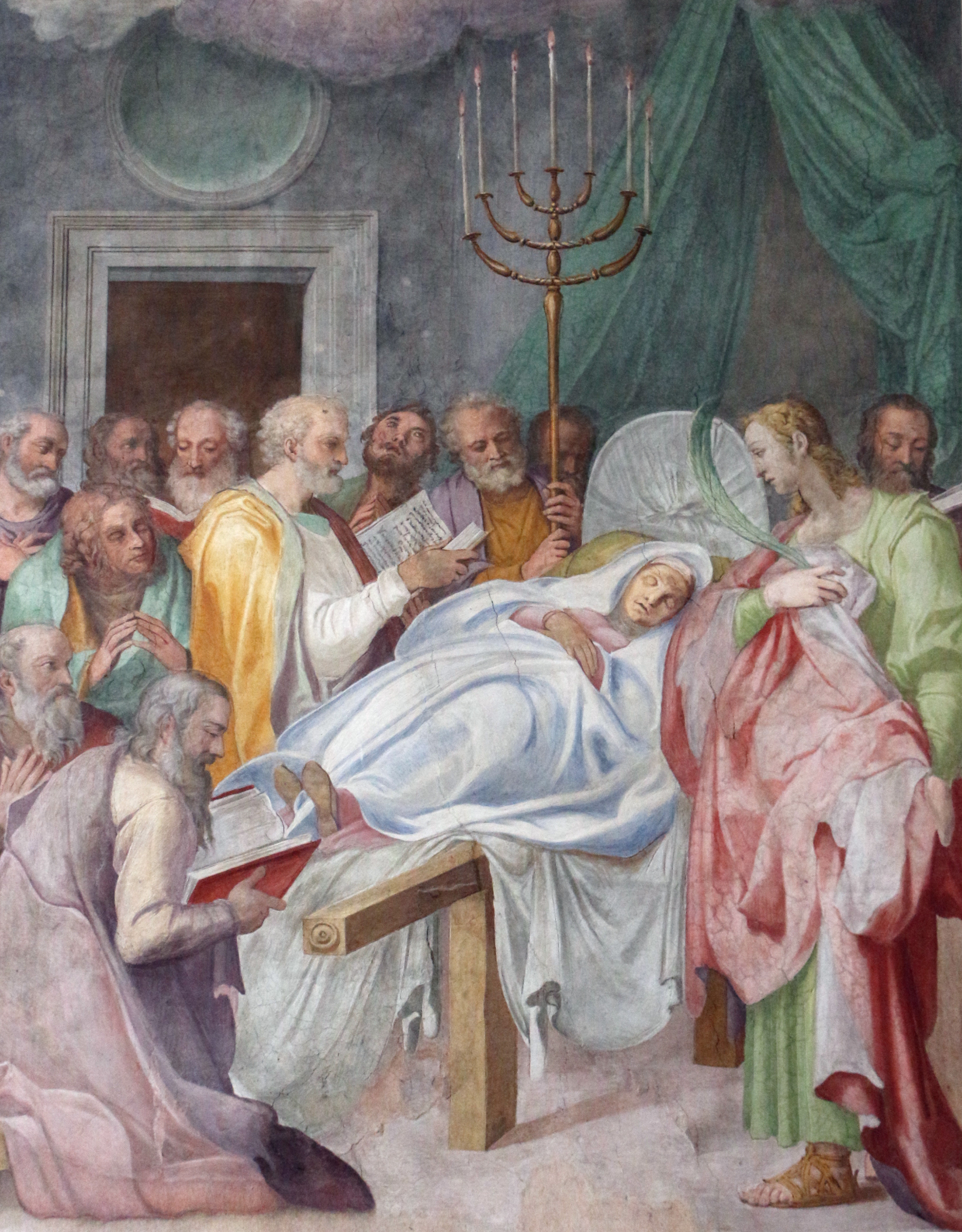
Détail de La Mort de la Vierge (1563), fresque de Zuccari, église de la Trinité-des-Monts (Rome).

Le thème de la mort de la Vierge n'est pas très courant dans la peinture italienne de l'époque, contrairement à ce qui s'observe dans le nord de l'Europe. Une poignée d'artistes s'y est tout de même essayé, comme Carpaccio ou Salvo d'Antonio, ou encore Antonio Campi et Federico Zuccari : il est d'ailleurs probable que Caravage ait eu connaissance des œuvres de ces deux derniers peintres. En particulier, la Mort de la Vierge de Zuccari montre plusieurs éléments communs : la disposition oblique du lit en civière, ainsi que le vaste rideau surplombant ce lit comme pour un baldaquin, conformément à la tradition des artistes du nord de l'Italie. La tenture rouge chez Caravage semble toutefois suspendue au plafond plutôt que fixée au lit ; par ailleurs, Zuccari représente une Madone assez âgée alors que Caravage fait le choix d'une femme d'âge moyen, contrairement à la tradition iconographique.

### Sens religieux

#### Usage de symboles iconographiques
Certains commentateurs ont proposé diverses hypothèses d'interprétations iconologiques chrétiennes, à l'instar de Maurizio Calvesi qui voit plusieurs symboles possibles dans différents détails : les pieds nus pourraient être évocateurs de la Foi, le ventre gonflé de la Vierge pourrait signifier la Grâce, tandis que le drap rouge pourrait symboliser la Résurrection. Cette vaste tenture rouge est d'ailleurs soulevée comme par une puissance surnaturelle, à l'image de la scène de La Madone du rosaire ; mais cela peut aussi s'entendre comme une simple marque de dignité ou comme un rideau de théâtre. Schütze estime d'ailleurs que le tableau constitue la véritable « scène d'un drame théâtral ». La plupart des analyses soulignent plutôt l'absence ou au moins la grande discrétion des éléments rituels ou symboliques relatifs à la doctrine catholique, comme le fait Alfred Moir : on ne voit ni cierge ni encensoir, aucun geste pieux n'est visible, la Vierge ne joint même pas les mains.
Pour ce qui concerne les tenues des personnages, les tuniques antiquisantes du tableau suivent les conseils iconographiques de la Réforme catholique (ou « Contre-Réforme ») dont Federico Borromeo et Filippo Neri, depuis peu canonisé, étaient les promoteurs écoutés, en particulier dans le cercle des protecteurs et mécènes de Caravage.

#### Une morte provocante?

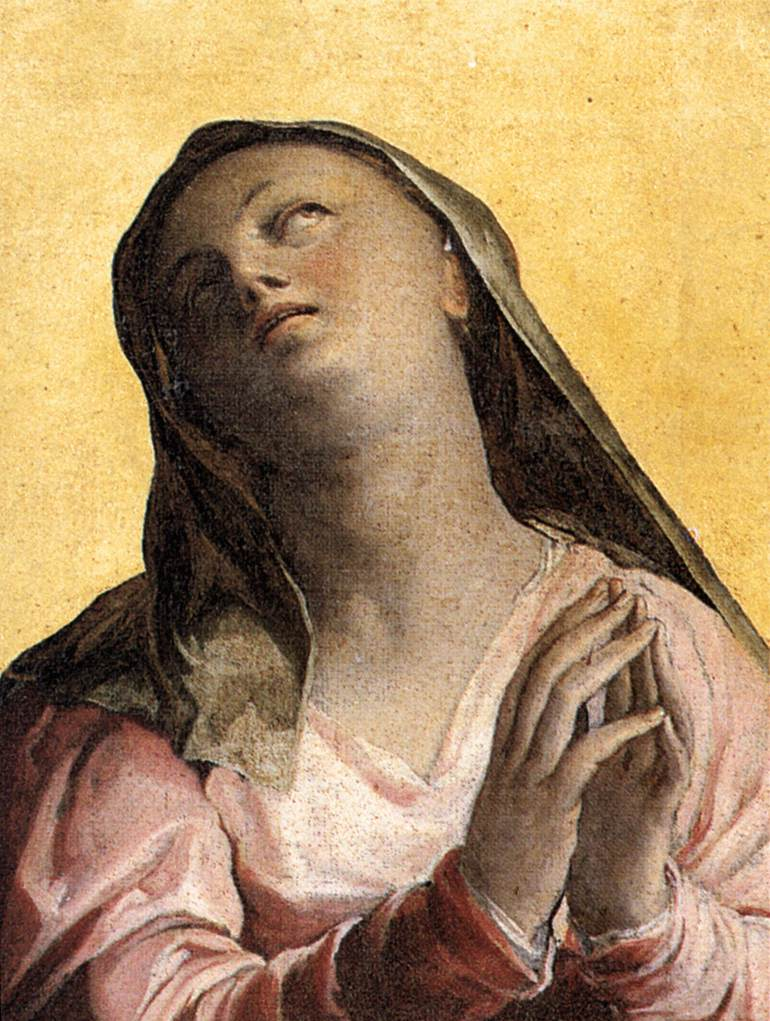
Détail de L'Assomption de la Vierge de Zuccari (c. 1566), musée diocésain de Cortone (Toscane). La mort du personnage est beaucoup moins physiquement évidente que dans l'interprétation choisie par Caravage.

Le contrat de commande du retable stipule explicitement que celui-ci doit représenter un « Transito », c'est-à-dire une Dormition de la Vierge : pour la doctrine catholique, cela désigne non pas la mort réelle de Marie mère de Jésus, mais plutôt son ultime sommeil et son passage vers l'au-delà,. Comme il a commencé à en prendre l'habitude, Caravage n'hésite pas à défier à nouveau les conventions en représentant la Vierge non pas endormie mais véritablement morte. Il rompt également la tradition en éliminant tout objet liturgique et toute trace surnaturelle (nuées, envols de chérubins, etc.), à l'exception toutefois d'une très fine auréole dorée au-dessus de la tête de Marie.
Cependant, la doctrine en vigueur à l'époque reconnaît aussi que Marie, étant humaine, doit avoir connu une mort naturelle : cela exclurait donc l'idée d'une forte transgression de la part de l'artiste, quand bien même les pères déchaussés, particulièrement conservateurs, n'acceptent pas cette scène qui n'est pas conforme à la demande de Transito explicitement demandée par contrat. Comme l'indique par exemple le chercheur Avigdor Posèq, Caravage respecte sur le fond la doctrine catholique du moment ; de même, Alfred Moir estime que la simplicité de la scène de deuil correspond tout à fait au dogme tel que développé par les oratoriens.

### Un chef-d’œuvre trop réaliste

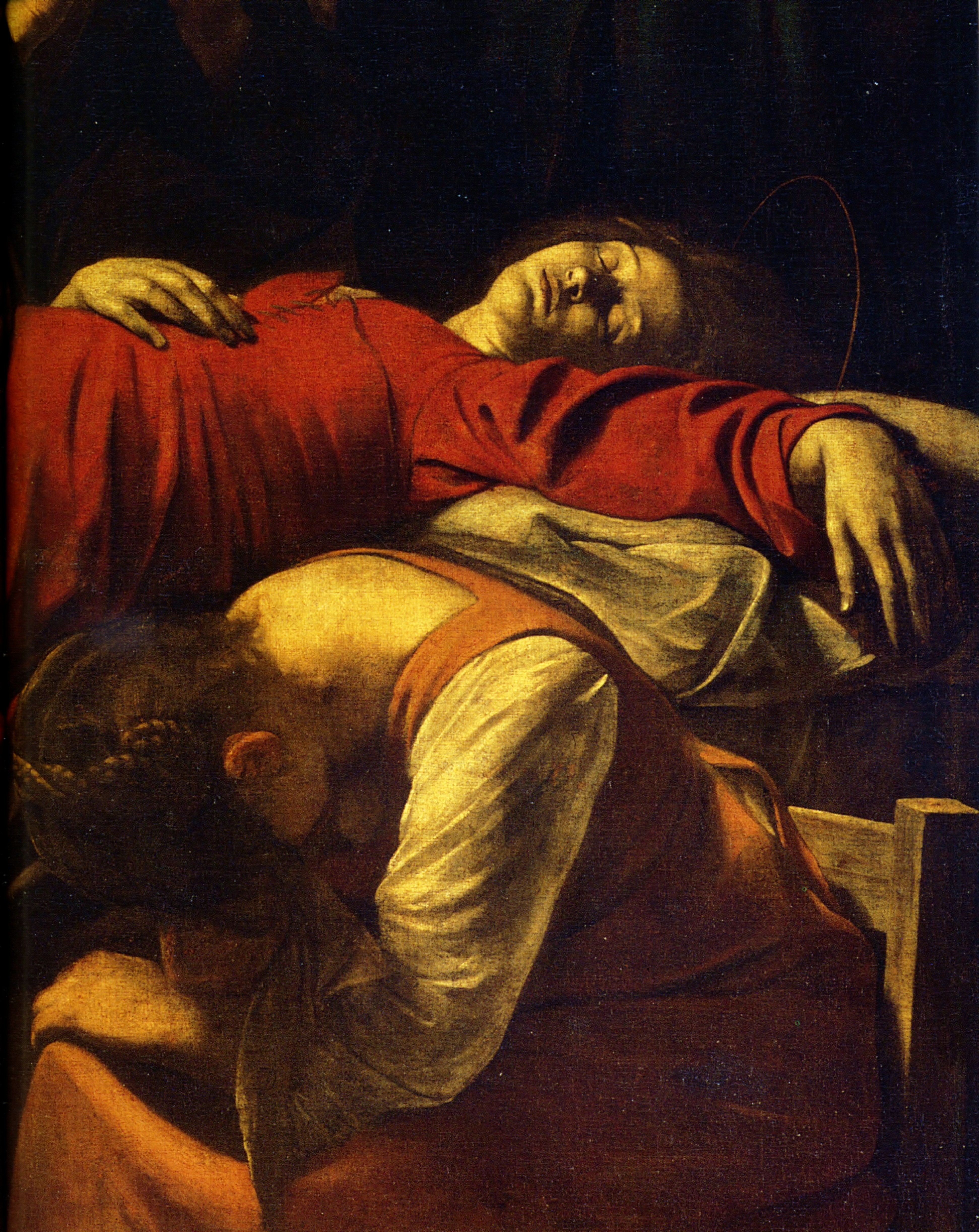
Détail de la Vierge morte, veillée par Marie Madeleine.

Sur un plan strictement théologique, il semble donc difficile de considérer que le seul fait de représenter la Vierge morte s'apparente à de l'hérésie ni même à de la provocation évidente : ce qui semble poser difficulté (puisqu'il est bien établi que la toile de Caravage est finalement refusée par les religieux de Santa Maria della Scala) réside davantage dans le réalisme très cru de la représentation de cette femme morte. Tout comme le sentiment de deuil des personnages est présenté de la manière la plus vive, « sans mesure et sans beauté », le corps de la Vierge apparaît dans toute sa véracité cadavérique. De nombreux commentateurs estiment d'ailleurs, à la suite des quelques biographes contemporains de Caravage, que ce corps est tout sauf idéalisé : la Vierge serait boursouflée, elle aurait les traits gonflés, le ventre ballonné, le teint grisâtre ou verdâtre comme celui d'une noyée. Toutefois, l'analyse des sources les plus anciennes montre que le premier — et le seul — à évoquer l'emploi d'un cadavre comme modèle est Bellori, et que c'est de là que provient le cliché moderne et pourtant peu vraisemblable qu'une malheureuse noyée ait pu servir de modèle à la Vierge Marie. Quant au ventre arrondi de la défunte, il doit être souligné que toutes les mentions d'un effet de gonflement proviennent de la source originelle de Mancini, biographe de Caravage : il semble évoquer une Vierge « enflée », mais le terme qu'il emploie est « gonfia », ce qui en dialecte romain de l'époque signifierait plutôt « enceinte ».
D'autres pistes sont évoquées par les historiens de l'art pour tenter de comprendre en quoi le tableau a pu être si mal reçu par ses commanditaires. Une rumeur persistante, qui se retrouve dans des sources diverses mais d'abord chez Mancini, évoque le fait que Caravage aurait utilisé comme modèle une prostituée,. L'historienne de l'art Frances Gage estime à ce sujet que l'expression de Mancini n'est vraisemblablement pas à prendre au pied de la lettre, mais qu'elle pointe plutôt vers le naturalisme de ce personnage dont la mort n'est aucunement idéalisée. Néanmoins, cette hypothèse est sur le fond plus réaliste que celle de la noyée, mais surtout elle est rendue vraisemblable par le fait qu'un tel soupçon aurait amplement suffi à effaroucher les moines de Santa Maria della Scala : la rumeur aurait alors suffi à faire décrocher la toile juste après sa réception.

La dramaturgie de la Mort de la Vierge fait écho à celle de la Mise au tombeau.

Au même titre que pour La Mise au tombeau, autre chef-d’œuvre des années 1600 qui peut être perçu comme un hymne à la douleur humaine, La Mort de la Vierge témoigne de l'extraordinaire talent de Caravage à exprimer avec force des sentiments universels. Ce réalisme de l'émotion intime est ainsi synthétisé par Sydney Freedberg : « Nul secret de la psyché ne peut échapper à Caravage. Tout en fouillant la profondeur des sentiments, il s'attache de plus en plus à les traduire avec une authenticité totale ». Dans sa tragique simplicité, cette œuvre s'éloigne des effets rhétoriques de son époque, mais marque aussi une évolution stylistique pour Caravage lui-même par rapport à ses premières grandes toiles religieuses, au dramatisme un peu cru, et annonce au contraire ce que Moir appelle « la série des tragédies monumentales de sa pleine maturité ».